# سیارک ۶۷۹۷۹
سیارک ۶۷۹۷۹ (به انگلیسی: 67979 Michelory، نامگذاری:2000XS10) شصت و هفت هزار و نهصد و هفتاد و نهمین سیارک کشف شده‌است که در ۴ دسامبر ۲۰۰۰ کشف شد.